# Andreas Geiger (Lobbyist)
Andreas Geiger (* 1971) ist ein deutscher Rechtsanwalt und Lobbyist, der sich auf Regierungsbeziehungen in der Europäischen Union (EU) spezialisiert hat.

## Leben und Karriere
Andreas Geiger ist Gründer und geschäftsführender Gesellschafter der in Brüssel ansässigen Lobbying-Kanzlei Alber & Geiger, der ersten Anwaltskanzlei für Regierungsbeziehungen in der EU. Die Kanzlei wird als eine der führenden Lobbying-Firmen in Deutschland und der EU eingestuft.

### Ausbildung
Geiger studierte Rechtswissenschaften an der Universität Tübingen, promovierte an derselben Universität und erwarb einen Master of European Studies, EU Law, Politics, and Economics an der Universität Bonn.

### Anfänge
Er begann seine berufliche Laufbahn im Kabinett des Generalanwalts am Europäischen Gerichtshof in Luxemburg. Danach wurde er Rechtsanwalt bei der internationalen Anwaltskanzlei Taylor Wessing mit Sitz in Düsseldorf und Brüssel, wo er sich auf Kartell- und Beihilfefragen konzentrierte. Danach wurde er Leiter des EU Law Center von Ernst & Young in Brüssel, wo er sich mit EU-Wettbewerbspolitik, Telekommunikation, Steuerharmonisierung, Niederlassungsrecht, Verkehrspolitik, freiem Dienstleistungsverkehr, freiem Warenverkehr, Verbraucherschutz und Umweltpolitik befasste.

### Lobbying-Karriere
Vor der Gründung von Alber & Geiger war Andreas Geiger Europachef der US-amerikanischen Lobbyingfirma Cassidy & Associates in Brüssel.

## Gründung Alber & Geiger
Andreas Geiger gründete zusammen mit dem ehemaligen Generalanwalt Siegbert Alber im Jahr 2007 eine neue Anwaltskanzlei für Regierungsbeziehungen namens Alber & Geiger. Die Kanzlei zählt zu den führenden EU Lobbying-Firmen und ist dafür bekannt, sowohl ausländische Regierungen als auch Blue-Chip-Unternehmen in politisch sensiblen Angelegenheiten zu vertreten. In einem Interview mit dem Journalisten Paul Holmes erklärte Geiger, dass er davon überzeugt war, dass „dieser Schritt es uns ermöglicht, eine vollständig auf Lobbying ausgerichtete Anwaltskanzlei zu gründen, was in Washington D.C. üblich, aber in Brüssel völlig neu ist.“ Die Motivation für dieses Unterfangen war seine Überzeugung, dass „diese Art von juristischem Lobbying unseren Kunden einen größeren Wert bietet.“

### Berufliche Ansichten
Andreas Geiger hat während seiner beruflichen Laufbahn als Lobbyist eine klare Haltung zum EU-Transparenzregister eingenommen. Geiger sprach sich dafür aus, Anwälte zu zwingen, Kunden und Treffen mit EU-Vertretern offenzulegen und forderte ein Lobbyregister auch in Deutschland. Seine Kanzlei gilt als eine der wenigen die offenlegen, welche Lobbyarbeit für die Mandanten getätigt wird.
In einem Spiegel Podcast erklärt er „Mich treibt der Grundsatz an: Jeder hat ein Recht auf Verteidigung.“ Auf die Frage, ob er mit Populisten und Mitgliedern der rechtsextremen Bündnisse zusammenarbeiten könne, antwortete er: „Sie werden überall vernünftige Menschen finden“ und fügte hinzu, dass er auch mit Mitgliedern des kommunistischen Blocks im Europäischen Parlament zusammengearbeitet hat und dass es bei seiner Arbeit auf die Person ankommt, mit der er zusammenarbeitet, nicht auf die Partei.
Geiger hat sich in einem Artikel auf The Hill zur Thematik von gentechnisch veränderten Organismen (GVO) und dem transatlantischen Handels- und Investitionspartnerschaftsabkommen (TTIP) zwischen den USA und der EU geäußert. Er betonte, dass das TTIP eine Gelegenheit biete, die Ablehnung von GVO in der EU zu überwinden, indem Unternehmen direkt und auf bedeutungsvolle Weise mit den EU-Institutionen und Regulierungsbehörden zusammenarbeiten.
In dem Buch Lobbykratie wird Andreas Geiger als eine Ausnahme unter den Lobbyisten erwähnt, da er offen und öffentlich über seine Arbeit spricht.

### Profil als EU Lobbyist
Geiger war als geschäftsführender Partner für die Vertretung der bulgarischen Regierung in Bezug auf EU-Fonds zuständig. Unter seiner Leitung erzielte die Kanzlei einen Sieg im Fall Flock gegen Microsoft.
Zu den Klienten zählen auch die chinesischen Technologieunternehmen Huawei und Xiaomi, die er in Fragen der Internetsicherheit und EU-Beziehungen vertrat. Nach der Veröffentlichung der Panama Papers, vertrat er den Staat Panama.
Er hat Marokko in dem Westsaharakonflikt vertreten, den Teflonhersteller Chemours sowie die Tabak- und Glücksspielindustrie. Des Weiteren hat seine Kanzlei amerikanische Energieinteressen in der Balkanregion gegen den russischen Einfluss vertreten und die indische Regierung in den Freihandelsabkommen-Verhandlungen mit der EU unterstützt.

## Publikationen
Geiger hat im Jahr 2012 das EU-Lobbying-Handbuch veröffentlicht, das ein Leitfaden für Lobbyismus in Brüssel ist. Das Buch basiert auf den persönlichen Lobbying-Erfahrungen, in dem der Leser mit den Besonderheiten der europäischen Politik und den alltäglichen Herausforderungen eines EU-Lobbyisten vertraut gemacht wird. Er vermittelt prägnante Methoden und Taktiken, mit denen der politische Prozess in der EU beeinflusst werden kann. Gastautoren geben durch ihre Einblicke in die Zusammenhänge zwischen Public Affairs Management und Interessensvertretungen zusätzlichen Einblick.